# Nymphonella lambertensis
Nymphonella lambertensis is een zeespin uit de familie Ascorhynchidae. De soort behoort tot het geslacht Nymphonella. Nymphonella lambertensis werd in 1959 voor het eerst wetenschappelijk beschreven door Stock. 